# Altaj
Altaj je gorovje v Srednji in Vzhodni Aziji, na območju kjer se združijo Rusija, Kitajska, Mongolija in Kazahstan in kjer imata povirje reki Irtiš in Ob. Masiv se na severovzhodu združi s Sajanskimi gorami, na jugovzhodu pa se postopoma niža, kjer se zlije v visoko planoto puščave Gobi. Razteza se od približno 45° do 52° S in od približno 84° do 99° V.
Regijo naseljuje redko, a etnično raznoliko prebivalstvo, vključno z Rusi, Kazahi, Altajci, Mongoli in Povolškimi Nemci, čeprav jih pretežno predstavljajo avtohtone etnične manjšine polnomadskega izvora. Lokalno gospodarstvo temelji na govedoreji, ovčereji, konjereji, lovu, poljedelstvu, gozdarstvu in rudarstvu. Altajska jezikovna družina je dobila ime po tem gorovju. 

## Etimologija in sodobna imena
Beseda Altaj je izpeljana iz osnovne oblike *altañ – 'zlat' (staroturško 𐰞𐱃𐰆𐰣 altun "zlat") s coda -ñ, ki je podlaga za -n & -y korespondence med sorodniki v različnih turških jezikih in narečjih (npr. qōñ ~ qoy – 'ovce', Qitan ~ Qitay – 'Kitani' itd.), kot tudi v mongolščini.
Gore se imenujejo Altain nuruu (Алтайн нуруу) v kalha mongolščini, altai-yin niruɣu v čahar mongolščini in Altay tuular (Алтай туулар) v altajskem jeziku. V kazaščini se imenujejo tudi Altaj taulary ali التاي تاۋلارى; Altajskije gory (Алтайские горы) v ruščini; altajski tagliri (ىالتاي تاغلىرى‎ ali Alтай Тағлири) v ujgurščini; ā'ěrtài shānmài v kitajščini (阿尔泰山脉 poenostavljeno, 阿爾泰山脈 tradicionalno ali اَعَرتَىْ شًامَىْ v Xiao'erjingu); in Arte shanmeː (Артэ Шанмэ) v Dunganu.
Altajska družina jezikov je dobila ime po tem gorskem območju.

## Geografija
Altajsko gorovje je sistem oddaljenih gora v osrednji Aziji, ki pokriva površino 845.000 kvadratnih kilometrov. Gore se raztezajo v dolžini 2525 kilometrov od severozahoda proti jugovzhodu.
Na severu regije leži pogorje Sailughem, znano tudi kot Kolivan Altaj, ki se razteza severovzhodno od 49° N in 86° E proti zahodu do pogorja Sajan na 51° 60' S in 89° E. Njegova povprečna nadmorska višina je 1500 do 1750 m. Snežna meja na severni strani je na 2000 m in na južni na 2400 m. Gorskih prelazov ni veliko in so težko prehodni, pomembna sta Ulan-Daban na 2827 m (2879 m po Kozlovu) in Čapčan-Daban na 3217 m. Na vzhodu in jugovzhodu to območje obdaja velika mongolska planota, na prehod postopoma vpliva več manjših planot, kot so Ukok 2380 m, dolina Pazirik, Čuja 1830 m, Kendikti 2500 m, Kak 2520 m, Suok 2590 m in Juvlu-kul 2410 m. 
Regija je posejana z velikimi jezeri, npr. Uvs 720 m nad morsko gladino, Khyargas, Dorgon in Khar 1170 m, prečkajo pa jo različne gorske verige, od katerih so glavne gore Tannu-Ola, ki potekajo približno vzporedno s Sajanskimi gorami daleč na vzhodu do Kosso-gola in gore Khan Khökhii, ki se prav tako raztezajo v smeri zahod in vzhod. 
Severozahodna in severna pobočja gorovja Sailughem so zelo strma in težko dostopna. Na tej strani je najvišji vrh območja, dvoglavi vrh Beluha, katerega vrhova dosegata 4506 in 4440 m in sta izvor številnih ledenikov (30 kvadratnih kilometrov skupne površine leta 1911). Altajci gori pravijo Kadin Baži, imenuje se tudi Uč-Sumer. Drugi najvišji vrh tega območja je v mongolskem delu imenovan Khüiten. Ta masivni vrh doseže 4374 m višine. Številni grebeni tečejo v vseh smereh in polnijo prostor med tem območjem in nižinami Tomska. Takšni so Čuja Belki, s povprečno nadmorsko višino 2700 m, z vrhovi od 3500 do 3700 m in vsaj desetimi ledeniki na severnem pobočju; Katun Belki, ki imajo povprečno višino okoli 3000 m in so večinoma zasnežene; območje Holzun; Korgon, najvišja točka Majak Šangina, pogorja Talick in Selick; kot tudi pogorje Tigereck.
Za geografe je zanimivih več sekundarnih planot na nižji nadmorski višini. Dolina Katun se začne kot divja soteska na jugozahodnem pobočju Beluhe, nato z velikim ovinkom reka (dolga 600 km) prebode Katun Belki in vstopi v širšo dolino, ki leži na nadmorski višini od 600 do 1100 m in teče dokler ne pride iz gorovja Altaj, kjer se pridruži reki Biji v najbolj slikoviti pokrajini. Katun in Bija skupaj tvorita Ob. 
Naslednja dolina je Čariš, ki jo obkrožata na eni strani pogorje Korgon in Tigereck in na dugi pa Talick in Bašalack (Бащелакский хребет). Ta je zelo rodovitna. Altaj v tej dolini predstavlja najbolj romantične prizore, kot je majhno, a globoko jezero Kolivan (nadmorska višina 360 m), ki je obkroženo s fantastičnimi granitnimi kupolami in stolpi.
Dlje proti zahodu se doline Uba, Ulba in Buhtarma odpirajo na jugozahod v smeri Irtiša. Spodnji del prve, kot tudi dolina Čariš, je gosto poseljena. V dolini Ulba je rudnik Riddersk, ob vznožju vrha Ivanovsk (2060 m), pokrit z alpskimi travniki. Dolina Buhtarma, ki je dolga 320 km, ima tudi svoj izvor ob vznožju Beluhe in vrha Kuitun in se spusti za 1500 m na približno 300 kilometrih, od visokogorske planote na višini 1900 m do trdnjave Buhtarma (345 m) in ponuja najbolj presenetljiva nasprotja pokrajine in vegetacije. Njen zgornji del zavzemajo ledeniki, od katerih je najbolj znan Berel, ki prihaja izpod Beluhe. Na severni strani verige, ki ločuje zgornjo Bukhtarmo od zgornjega Katuna, je ledenik Katun, ki se po dveh ledenih padcih razširi na 700 do 900 metrov. Iz jame v tem ledeniku burno izvira reka Katun. 
Srednji in spodnji del doline Buhtarma so v 18. stoletju kolonizirali ruski kmetje, podložniki in verski razkolniki (Raskolnik), ki so ustvarili svobodno republiko na kitajskem ozemlju. Po tem, ko je bil leta 1869 ta del doline pripojen Rusiji, je bil hitro koloniziran. Visoke doline dlje proti severu, na isti zahodni strani območja Sailughem so le malo znane, njihovi obiskovalci pa le kirgiški pastirji. 
Baškaus, Čulišman in Čulča so trije pritoki jezera Teletskoje (dolžine 80 km, največja širina 5 km, nadmorska višina 520 m, površina 230,8 kvadratnih kilometrov, največja globina 310 m, povprečna globina 200 m). Tukaj živi ljudstvo Telengiti. Obale jezera se dvigajo strmo na več kot 1800 m. Iz tega jezera teče reka Bija, ki se pridruži reki Katun pri Bijsku, nato pa se vije skozi stepo v severozahodem Altaju. 
Proti severu se gorovje Altaj nadaljuje v okrožje Kuzneck, ki ima nekoliko drugačno geološko sestavo, vendar še vedno sodi v sistem Altaj. Reka Abakan, ki izvira na zahodni strani gore Sajan, spada v porečje Jeniseja. Območje Kuzneck Ala-tau na levem bregu reke Abakan, se širi severovzhodno v Jenisejsko oblast, medtem ko kompleks gora (Čukčut, Salair, Abakan) zapolnjuje državo severno proti transsibirski železnici in na zahod proti Obu.
Ek-tagh ali Mongolski Altaj, ki ločuje kotlino Khovd na severu od kotline Irtiša na jugu, je res meja pogorja, v tem, da se dviga v stopnjah in spušča proti depresiji Dzungarian (470 - 900 m ), proti severu se spušča na relativno kratkem pobočju planote (1150 do 1680 m) severozahodne Mongolije. Vzhodno od 94 ° E se nadaljuje z dvojno vrsto gorskih verig, ki vse kažejo manj močno orografsko razgibanost in so na znatno nižjih nadmorskih višinah. Pobočja sestavlja sistem pogorij, kjer v glavnem živijo nomadski Kirgizi. 
Pet najvišjih gora Altaja:
- Beluha, 4506 m, Kazahstan–Rusija
- Vrh Khüiten, 4374 m, Kitajska–Mongolija
- Mönkh Khairkhan, 4.204 m, Mongolija
- Gora Sutai, 4220 m, Mongolija
- Tsambagarav, 4195 m, Mongolija

- Rezervat Markakol, gorovje Altaj, Kazahstan
- Reka Katun
- Dolina Kucerla

## Geologija
Sibirski Altaj predstavlja najsevernejše območje, ki je nastalo po tektonskem trčenju Indijske tektonske plošče v Evrazijsko ploščo. Skozi območje potekajo masivni sistemi prelomov, vključno s prelomno cono Kuraj in pred kratkim ugotovljeno prelomno cono Tašanta. Ti sistemi prelomov so tipični narivi ali prave bočne razpoke, od katerih so nekatere tektonsko aktivne. Vrste kamnin v gorah so običajno tipični graniti in metamorfni skrilavci in nekateri so v bližini prelomnih con zelo pretrti.

### Seizmična aktivnost
Čeprav je potresna aktivnost na splošno redka, je bil 27. septembra 2003 močan potres 7,3 MW (Momentna magnitudna lestvica) na območju kotline Čuja na jugu regije Altaj. Ta potres in njegovi popotresni sunki so uničil velik del območja, povzročili za 10,6 $ škode in izbrisal naselje Beltir.

## Živalstvo
V gorah Altaja so doma različne živalske vrste, zaradi zelo različnih habitatov, kot so stepa, severna tajga in visokogorski pas. Strma pobočja so dom sibirskega kozoroga (Capra sibirica), redko argali ovco (Ovis ammon) najdemo na bolj položnih pobočjih. Jelenjad je zastopana s petimi vrstami, altajski vapiti (Cervus elaphus sibiricus), los (Alces alces), gozdni severni jelen (Rangifer tarandus valentinae), sibirski pižmar (Moschus moschiferus) in sibirski srnjak (Capreolus pygarus). Los in severni jeleni so omejeni na sever pogorja. Divja svinja (Sus scrofa) je v spodnjem vznožju in okoliških nižinah. Do nedavnega je bila v ruskem delu Altaja videna mongolska gazela (Procapra gutturosa), natančneje v stepah okoli reke Čuja v bližini mongolske meje. Velike plenilce predstavljajo snežni leopard (uncia uncia), volk (Canis lupus), ris (Lynx lynx) in rjavi medved (Ursus arctos), v severnih delih tudi rosomah (gulo gulo).
Do 20. stoletja je bil v južnih delih gora prisoten tudi tiger, kjer je dosegel jezero Zaisan in Črni Irtiš. Samci so bili ustreljeni tudi proti severu, na primer v bližini Barnaula.
Zober (Bison bonasus) je bil prisoten v gorah Altaja še v srednjem veku, morda celo do 18. stoletja. Danes je majhna čreda v rezervatu v Republiki Altaj.

## Zgodovina
V gorovju Altaj se je ohranilo izredno stabilno podnebje, ki se je le malo spremenilo od zadnje ledene dobe. Mešanica sesalcev je večinoma ostala enaka, z nekaj izjemami, kot so izumrli mamuti, zaradi česar je to eden od redkih krajev na svetu, kjer se je obdržala ledenodobna favna. 
Altajske gore so dom Denisovanov, veje hominidov, ki so bili sodobniki neandertalcev in Homo sapiens (modernih ljudi), potomci hominidov, ki so prišli v Azijo prej kot sodobni človek. Denisovan hominin datira pred 40.000 leti in je bil odkrit v jami Denisova v pogorju Altaj v južni Sibiriji leta 2008. Poznavanje Denisovan ljudi izhaja predvsem iz DNK dokazov in predmetov, kot so odkrita nepopolna okostja. DNA dokazi so bili nenavadno dobro ohranjeni zaradi nizke povprečne temperature v jami Denisova. V enaki jami so odkrili kosti in orodja neandertalca, homo sapiensa, tako da je edino znano področje na svetu, kjer je znano, da so živeli vsi trije hominidi.
Psa izpred 33.000 let so našli v jami Razboiničja. Analiza DNK objavljena leta 2013 je potrdila, da je bilo bolj tesno povezan s sodobnimi psi kot volkovi.
Gorovje Altaj je bilo identificirano kot začetek kulturne grobišč imenovane Seima-Turbino pojav, ki se je pojavila med bronasto dobo, okrog začetka 2. tisočletja pred našim štetjem in je poznana po hitrem in množičnem preseljevanju ljudstev iz oddaljenih regij Evrope in Azije. (Seima-Turbino pojav se nanaša na vzorec grobišč, ki jih najdemo po vsej severni Evraziji, od Finske do Mongolije in predstavlja skupno točko kulturnega izvora, napredno tehnologijo za obdelavo kovin in nepojasnjeno hitre migracije. Pokopani so nomadski bojevniki in kovinski delavci, ki so potovali na konjih ali vozovih na dveh kolesih. Ime izhaja iz pokopališča Seima (Sejma) ob sotočju rek Oka in Volga, kjer so prve izkopali okoli 1914 in pokopališča Turbino v Permu, prva izkopavanja leta 1924.)

## Svetovna dediščina
Velika površina 16.178 km² - Naravni rezervat Katun, Telecko jezero, gora Beluha in planota Ukok - zajema naravo na Unescovem seznamu svetovne dediščine z naslovom Golden Mountains of Altai (Zlate gore Altaja). Kot je navedeno v opisu UNESCO-a, »regija predstavlja najbolj popolno zaporedje višinskih vegetacijskih con v osrednji Sibiriji, od stepe, gozdne-stepe, mešani gozd, predalpska vegetacija do alpske vegetacije«. Pri odločanju UNESCO-a je naveden tudi pomen ruskega Altaja za ohranitev globalno ogroženih sesalcev, kot so snežni leopard (Panthera uncia syn. Uncia uncia) in altajski argali (Ovis ammon ammon - divja ovca). V teh gorah živi tudi Sibirski Ibex (Capra sibirica), vrsta kozoroga. Kotlina Uvs Nuur je tudi zaščiteno območje.
Kršitve zaščite argali ovac in drugih vrst so ugotovili, skupaj z obtožbami o korupciji, v škandalu imenovanem Altaigate. Incident je povzročil smrt več ruskih pomembnežev v helikopterski nesreči v začetku leta 2009, domnevno na krivolovnem izletu.